# Дебальцівська міська рада
Деба́льцівська міська́ ра́да — орган місцевого самоврядування у Донецькій області. Адміністративний центр — місто обласного значення Дебальцеве.

## Історія
20 травня 2015 року Верховна Рада України прийняла постанову № 2792, згідно з якою до складу Артемівського району були включені територія Миронівської селищної ради (разом із смт Миронівський) площею 11,11 км² та територія Світлодарської міської ради (разом із містом Світлодарськом) площею 2,12 км², які були підпорядковані Дебальцівській міській раді.

## Адміністративний устрій
Міській раді підпорядковані:
- м. Дебальцеве

## Склад ради
Рада складається з 46 депутатів та голови.
- Голова ради: Проценко Володимир Васильович
- Секретар ради: Папаіоану Олександр Димитріос

### Керівний склад попередніх скликань
| ПІБ                           | Основні відомості                                               | Дата обрання | Дата звільнення |
| ----------------------------- | --------------------------------------------------------------- | ------------ | --------------- |
| Бондарчук Андрій Дмитрович    | Міський голова, 1970 року народження, член Партії регіонів      | 26.03.2006   | 31.10.2010      |
| Проценко Володимир Васильович | Міський голова, 1957 року народження, освіта вища, безпартійний | 31.10.2010   |                 |

Примітка: таблиця складена за даними джерела

### Депутати
За результатами місцевих виборів 2010 року депутатами ради стали:

#### За суб'єктами висування
| Суб'єкт висування                 | Кількість обраних депутатів | %   |
| --------------------------------- | --------------------------- | --- |
| Партія регіонів                   | 40                          | 87  |
| Комуністична партія України       | 4                           | 8,7 |
| Народна Партія                    | 1                           | 2,2 |
| Політична партія «Сильна Україна» | 1                           | 2,2 |

#### За округами
| № округу                          | Прізвище, ім'я, по батькові      | Дата визнання обраним | Освіта  | Партійна приналежність                  | Відомості про обраного депутата                                               |
| --------------------------------- | -------------------------------- | --------------------- | ------- | --------------------------------------- | ----------------------------------------------------------------------------- |
| Комуністична партія України       |                                  |                       |         |                                         |                                                                               |
| б/м                               | Ставер Володимир Филимонович     | 03.11.2010            | вища    | член Комуністичної партії України       | Дебальцівська центральна міська лікарня, слюсар                               |
| б/м                               | Овчаренко Анатолій Сергійович    | 03.11.2010            | вища    | член Комуністичної партії України       | Вуглегірська ТЄС, інженер                                                     |
| б/м                               | Тодика Сергій Іванович           | 03.11.2010            | вища    | член Комуністичної партії України       | ТОВ «Сфера», охоронець                                                        |
| б/м                               | Слесарчук Алла Прокопівна        | 03.11.2010            | вища    | член Комуністичної партії України       | пенсіонер                                                                     |
| Народна Партія                    |                                  |                       |         |                                         |                                                                               |
| 9                                 | Другашов Дмитро Олександрович    | 03.11.2010            | середня | член Народної партії                    | приватний підприємець                                                         |
| Партія регіонів                   |                                  |                       |         |                                         |                                                                               |
| б/м                               | Марченко Олег Владиславович      | 03.11.2010            | вища    | член Партії регіонів                    | Дебальцівська дирекція залізничних перевезень, головний інженер               |
| б/м                               | Вакула Олександр Георгійович     | 03.11.2010            | вища    | член Партії регіонів                    | Дебальцівська дирекція залізничних перевезень, начальник                      |
| б/м                               | Гайдук Сергій Євгенович          | 03.11.2010            | вища    | член Партії регіонів                    | ООО «Укренерго хімзахист», директор                                           |
| б/м                               | Коновалов Сергій Іванович        | 03.11.2010            | вища    | член Партії регіонів                    | приватний підприємець                                                         |
| б/м                               | Гордіенко Сергій Федорович       | 03.11.2010            | вища    | член Партії регіонів                    | приватний підприємець                                                         |
| б/м                               | Шевель Сергій Миколайович        | 03.11.2010            | вища    | член Партії регіонів                    | приватний підприємець                                                         |
| б/м                               | Аксіненко Віктор Володимирович   | 03.11.2010            | вища    | член Партії регіонів                    | приватний підприємець                                                         |
| б/м                               | Марченко Ігор Владиславович      | 03.11.2010            | вища    | член Партії регіонів                    | Дебальцівська дирекція залізничних перевезень, інженер                        |
| б/м                               | Кіяєв Володимир Вікторович       | 03.11.2010            | вища    | член Партії регіонів                    | ПРАТ «Бетон-Нова», директор                                                   |
| б/м                               | Загребельний Євген Олександрович | 03.11.2010            | вища    | член Партії регіонів                    | Дебальцівська філія Артемівського технікуму залізничного транспорту, директор |
| б/м                               | Скрипнік Сергій Леонідович       | 03.11.2010            | вища    | член Партії регіонів                    | Дебальцівська міська СЕС, головний санітарний лікар                           |
| б/м                               | Шикіда Віталій Володимирович     | 03.11.2010            | вища    | член Партії регіонів                    | Дебальцівський РЕМ, головний інженер                                          |
| б/м                               | Варшанідзе Теврат Махмудович     | 03.11.2010            | вища    | позапартійний                           | ПП «Ватемір», директор                                                        |
| б/м                               | Мічетний Андрій Анатолійович     | 03.11.2010            | вища    | член Партії регіонів                    | ПП «Строймонтаж», директор                                                    |
| б/м                               | Ященко Олександр Євгенович       | 03.11.2010            | вища    | позапартійний                           | Дебальцівське управління юстиції, начальник відділу                           |
| б/м                               | Табас Валерій Олександрович      | 03.11.2010            | вища    | член Партії регіонів                    | Світлодарська міська лікарня № 2, головний лікар                              |
| б/м                               | Куліков Сергій Геннадійович      | 03.11.2010            | вища    | член Партії регіонів                    | ОКП «Донецьктепло комуненерго», директор                                      |
| б/м                               | Середа Микола Петрович           | 03.11.2010            | вища    | позапартійний                           | Миронівський ППЗТ, голова правління                                           |
| 1                                 | Дунаєва Ірина Миколаївна         | 03.11.2010            | вища    | позапартійна                            | Дебальцівська міська рада, заступник міського голови                          |
| 2                                 | Фомін Володимир Вікторович       | 03.11.2010            | вища    | член Партії регіонів                    | Вагонне депо Дебальцеве-сортувальне, начальник                                |
| 3                                 | Овчаренко Наталя Миколаївна      | 03.11.2010            | вища    | член Партії регіонів                    | загальноосвітня школа № 4, вчитель                                            |
| 4                                 | Войтович Валерій Михайлович      | 03.11.2010            | вища    | член Партії регіонів                    | Дебальцівська дистанція сигналізації і зв'язку, начальник                     |
| 5                                 | Папаіоану Олександр Димитріос    | 03.11.2010            | вища    | член Партії регіонів                    | Дебальцівська міська рада, секретар міської ради                              |
| 6                                 | Варварюк Юрій Миколайович        | 03.11.2010            | вища    | член Партії регіонів                    | Дебальцівська дистанція захисних лісонасаджень, начальник                     |
| 7                                 | Стеценко Олександр Андрійович    | 03.11.2010            | вища    | член Партії регіонів                    | Відбудовний потяг ст. Дебальцеве, начальник                                   |
| 8                                 | Мирошниченко Сергій Миколайович  | 03.11.2010            | вища    | член Партії регіонів                    | Дебальцівське монтажно-експлуатаційне управління, заступник начальника        |
| 10                                | Садах Олександр Олексійович      | 03.11.2010            | вища    | позапартійний                           | ПП «Герон», директор                                                          |
| 11                                | Гребенюков Едуард Валерійович    | 03.11.2010            | вища    | член Партії регіонів                    | приватний підприємець                                                         |
| 12                                | Стрельцова Ольга Григорівна      | 03.11.2010            | вища    | член Партії регіонів                    | ВО «Дебальцеветепломережа», директор                                          |
| 13                                | Кириченко Сергій Володимирович   | 03.11.2010            | вища    | член Партії регіонів                    | загальноосвітня школа № 6, директор                                           |
| 14                                | Омецинський Валентин Іванович    | 03.11.2010            | середня | член Партії регіонів                    | приватний підприємець                                                         |
| 15                                | Шаповалов Роман Борисович        | 03.11.2010            | вища    | член Партії регіонів                    | Локомотивне депо Дебальцеве-пасажирське, помічник машиніста електровозу       |
| 16                                | Калеватих Олег Миколайович       | 03.11.2010            | вища    | член Партії регіонів                    | Локомотивне депо Дебальцеве-сортувальне, начальник                            |
| 17                                | Шеронова Тетяна Василівна        | 03.11.2010            | вища    | позапартійна                            | загальноосвітня школа № 9, директор                                           |
| 18                                | Михальов Геннадій Іванович       | 03.11.2010            | вища    | член Партії регіонів                    | Дебальцівське управління по газозабезпеченню та газопостачанню, начальник     |
| 19                                | Римашевська Людмила Степанівна   | 03.11.2010            | вища    | позапартійна                            | загальноосвітня школа № 10, директор                                          |
| 20                                | Потапов Олександр Михайлович     | 03.11.2010            | вища    | позапартійний                           | Вуглегірська ТЕС, начальник відділу                                           |
| 21                                | Грек Олександр Петрович          | 03.11.2010            | вища    | член Партії регіонів                    | Вуглегірська ТЕС, інженер                                                     |
| 22                                | Діордіца Віктор Миколайович      | 03.11.2010            | вища    | позапартійний                           | Вуглегірська ТЕС, майстер                                                     |
| 23                                | Ющенко Костянтин Васильович      | 03.11.2010            | вища    | член Партії регіонів                    | Міська стоматологічна лікарня, лікар                                          |
| Політична партія «Сильна Україна» |                                  |                       |         |                                         |                                                                               |
| б/м                               | Чупра Ірина Іванівна             | 03.11.2010            | вища    | член Політичної партії «Сильна Україна» | Дебальцівська автостанція, начальник                                          |